# 大阪湾 (曲)
「大阪湾」（おおさかわん）は、2004年7月20日に発売された鳥羽一郎のシングル。

## 解説
第55回NHK紅白歌合戦歌唱曲。
元は漁師であった鳥羽一郎は岸和田市の漁業関係者と交流があり、その縁で1992年に岸和田の漁港を取り上げた曲「泉州春木港」（作詞：もず唱平、作曲：船村徹）を発表した。この曲の歌碑が岸和田に作られることになり、2003年に鳥羽や船村徹、もず唱平も出席して除幕式が行われた。この際に地元漁協の理事が大阪湾の環境悪化で漁業にも影響が出ていることを訴え、応援歌を作ってほしいと3人に直接依頼したことから作られたのが「大阪湾」である。後に「大阪湾」の歌碑も道の駅とっとパーク小島に設置された。

## 収録曲
- 両楽曲共に、作詞：もず唱平／作曲：船村徹／編曲：丸山雅仁

1. 大阪湾（4分40秒）
2. 夕陽の海（3分54秒）
3. 大阪湾（オリジナル・カラオケ）
4. 夕陽の海（オリジナル・カラオケ）
5. 大阪湾（女性用カラオケ）